# Cíatos
Cíatos o cíat, que es podria traduir per copa o vas, (en grec antic κύαθος) era una unitat de capacitat i de mesura d'àrids i líquids romana equivalent a una dotzena part del sextarius, sigui 0,045 litres, deu drachmae, dues conchae o quatre ligules.
Era una tassa petita, que s'usava per transferir líquids d'un recipient gran a un de més petit. Tenia una nansa alta i llarga, per evitar que la mà toqués el líquid quan estava submergida dins del recipient més gran. Normalment era de terrissa, però n'hi havia d'argent i de llautó.